# Верхні Сюрзі
Ве́рхні Сюрзі́ (рос. Верхние Сюрзи) — невелика річка в Юкаменському районі Удмуртії, Росія, ліва притока Лекми.
Бере початок на Красногорській височині. Протікає на північний схід, впадає до річки Лекма навпроти села Жувам. Має одну невелику притоку зліва.
В районі села Одинці збудовано автомобільний міст.